# Misha Miller
Mihaela Marina Arsene (Chisinau, 13 november 1995), beter bekend onder haar artiestennaam Misha Miller, is een Moldavisch popzangeres en songwriter. 

## Biografie
Arsene groeide op in de Moldavische hoofdstad Chisinau. Ze studeerde in buurland Roemenië aan de Alexander Jan Cuza-universiteit van Iași. Hier behaalde ze diploma's in politicologie en bankieren. Aanvankelijk ambieerde Arsene een carrière als journalist, maar ze sloot zich echter aan bij het muziekproject United by Dreams. Haar eerste nummers in de hitlijsten waren Scares Touch en Fix Your Heart, samenwerkingen met Manuel Riva en Alex Parker. Ook was ze als leadzangeres actief bij het muziekproject Wild Fire, een samenwerking met DJ Sava en Vanotek. In juni 2019 volgde een nieuwe samenwerking met Manuel Riva met de single What Mama Said. Deze werd 29 miljoen keer bekeken op YouTube. Met ditzelfde nummer stond ze negentien weken in de Billboard Dance Club Song-hitlijst. Arsene vertegenwoordigde in 2020 Moldavië op het INFEvision Video Contest met het nummer Smoke Me. Arsene's volgende single Mahala werd een radio-succes in Oekraïne, Roemenië, Litouwen en Tsjechië. Ook mocht ze optreden op het Roemeense radiostation Radio ZU. Hierna volgden optredens tijdens het Radio România Gala en een op een vlucht van Boekarest en Timișoara. Arsene staat onder contract bij Roton Music.
In juli 2025 bracht Arsene samen met Akcent en SERA de single Don't Leave (Kylie) uit, een remake van de single Kylie van Akcent uit 2005. Don't Leave (Kylie) werd door Radio 538 uitgeroepen tot Dancesmash.

## Discografie

### Singles
- 2017: Sacred Touch (met Manuel Riva)
- 2017: Fix Your Heart (mit Alex Parker)
- 2018: Wild Fire
- 2018: Insane
- 2019: What Mama Said (met Manuel Riva)
- 2020: Smoke Me (mit Sasha Lopez)
- 2021: Fly Me to the Moon (met Jade Shadi, Capablanca & Electric Chapel)
- 2021: Up All Night (met Christian Eberhard)
- 2022: Mahala
- 2023: Un minut
- 2024: Mamma Mia (met The Limba, Andro & Dyce)
- 2024: Ciuleandra (met Boehm)
- 2024: Rakata
- 2025: Bam bam (met Alex Velea)
- 2025: Don't Leave (Kylie) (met Akcent en SERA)